# Mashu
Mashu è il nome di un monte che appare nei miti mesopotamici, descritto nell' Epopea di Gilgamesh.

## Descrizione
È descritta come una montagna altissima, coperta da una foresta di cedri estesa per diecimila leghe, posta ai limiti del mondo e dietro la quale sorge il sole. Nel mito di Gilgameš si racconta di come l'eroe l'abbia attraversata passando attraverso una galleria per giungere così a Dilmun. 
Siduri, la divinità taverniera, viveva sulla riva, associata alle "Acque della Morte" (probabilmente il Golfo Persico), che Gilgamesh dovette attraversare per raggiungere Utnapishtim alla ricerca del segreto della vita eterna.
Il monte Mashu era sorvegliato da due "uomini-scorpione", descritti come: "i guardiani del sole che sorge e del sole che tramonta; le loro teste toccano le basi dei cieli, i loro petti toccano l'inferno; Essi sono i guardiani delle porte del sole". 
Questi esseri favolosi, un maschio e una femmina, ispiravano terrore a chi osava guardarli e "la loro sola contemplazione porta la morte". 
Furono loro ad aprire le porte del sole, che davano accesso al sentiero percorso dall'astro attraverso la montagna.

## Interpretazione
Secondo alcuni interpretazioni di Jeffrey H. Tigay potrebbe essere identificato con le due catene montuose del Libano e Anti-Libano e in questo caso la valle che le separa corrisponderebbe alla galleria. Questa interpretazione si accorda con il racconto del viaggio verso Dilmun, ma entra in conflitto con la necessità che la montagna sia ad oriente per celare il sole al suo sorgere.